# コルホーズ

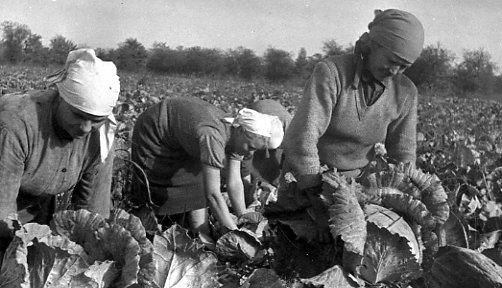
コルホーズでキャベツの取入れ（1938年）

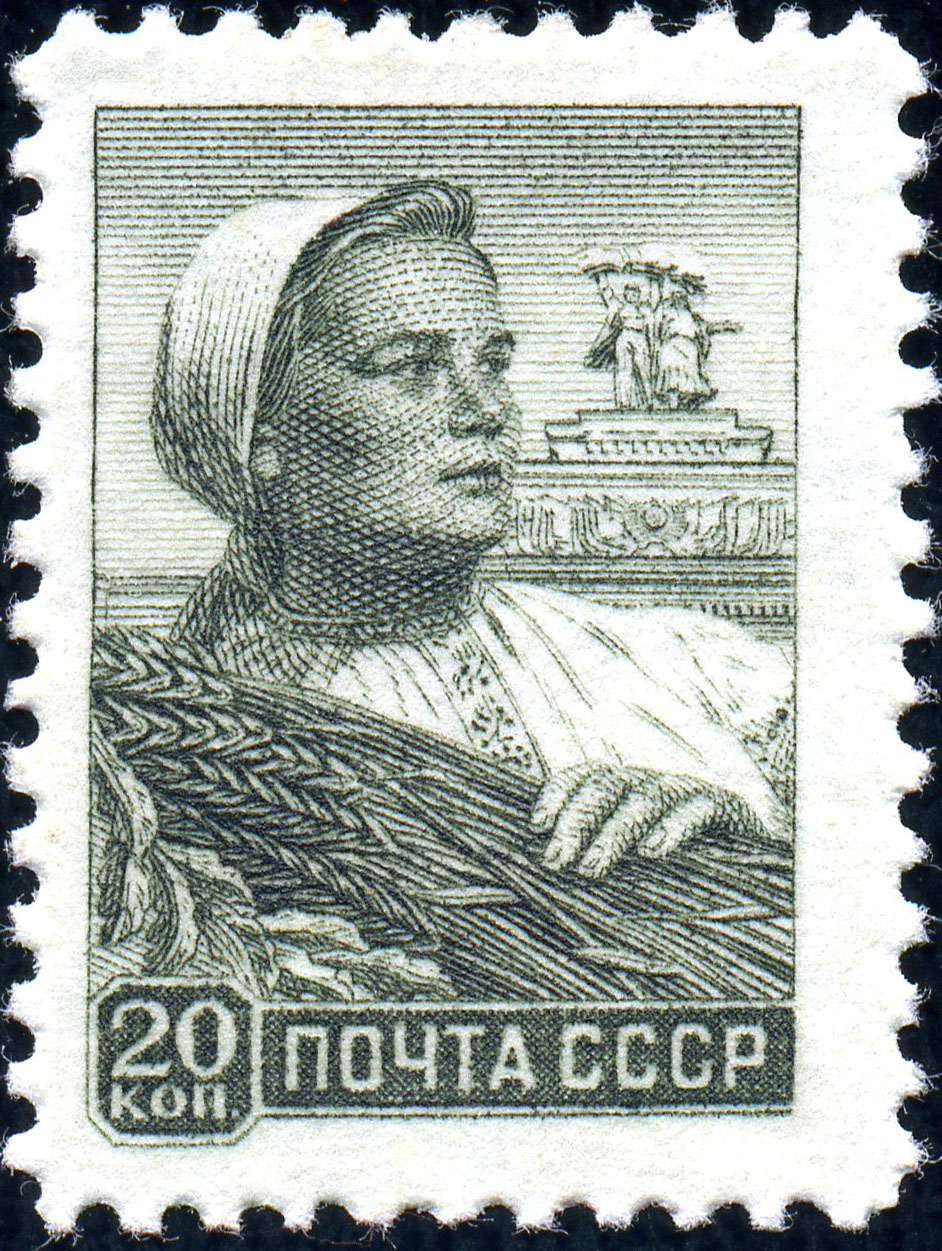
ソ連郵便の切手のコルホーズニツァ（コルホーズの女性労働者）1958年

コルホーズ（ロシア語: колхоз [kɐlˈxos] ( 音声ファイル)、英語: kolkhoz）とは、ソビエト連邦の農業集団化政策における、集団農場のことである。国営農場だったソフホーズと違い、たてまえでは部分的個人所有を容認した。ロシア語の «коллективное хозяйство»コレクチーヴノエ・ハジャーイストヴァ の略で「共同経営」「集団農場」といった意味である。農業に限らず、漁業コルホーズ、林業コルホーズなどもある。

## 概要
1928年、ソ連政府が発表した第一次五ヶ年計画の中核に、農業の集団化が据えられていた。ネップ（NEP、新経済政策）により復活した農産物の投機的売買の撲滅を促進し、農業を集団化することが目的で、この五ヶ年計画中にソビエト全土でコルホーズを組織するキャンペーンが行われた。この急速な集団化に対する反対行動や騒擾により、1930年代前半に多くの事件が発生し逮捕が行われたが、開拓地などに設立されたソフホーズ（国営農場）とともにソビエト農業の基本構造となった。
コルホーズの模範的労働者は「突撃作業員」とよばれ、農業先進者、スタハノフ運動者、コルホーズ制度を受け入れ、その強化を助けていた農民を指す。「突撃運動」は、コルホーズ生産における前衛的役割とみなされた。

## 沿革

### ソ連初期の農業政策
ロシア革命によって、地主階級は完全に消滅し、また、自作農（フートル農、オートルプ農）も、三圃制農法にもとづく共同体復活により消滅した。土地の国有化によって農業生産には重大な打撃が生じ、また、ロシア内戦(1917-22)によってロシア社会はさらに疲弊した。危機を打開するため、1918年5月の食料独裁令で農産物は国家専売とされ、自由取引は禁止された。第一次世界大戦後、農民には、すべての労働者への十分な食料供給と生産が義務化され、薪の調達や除雪作業などの労働義務も課された。
1920年は凶作となり、国の指定する面積への穀物の種付けが強制された。重い負担に不満をもった農民は1920年、西シベリアやタンボフ県で反乱を起こした。また、
1921-1922年には飢饉が発生した。

### スターリンによる集団化とクラーク撲滅運動
1921年1月には、燃料危機、運輸危機、食糧難が連鎖的に発生し、3月にはクロンシュタットの反乱も起きた。また、共産党政権内部でも、党内の民主化を求める声があがり、1921年3月の第10回共産党大会では、穀物の国家専売制と割り当て徴発制を廃止し、現物税制度が導入され、農民が納税後に手元に残った農産物を自由に販売できるようになるとされた。しかし、旱魃に対応するなか、党指導部は党員が過剰であるとの理由で党員をふるいにかける「党の総粛清」を開始、党歴の長さに応じてヒエラルキーがつくられ、古参党員による寡頭支配が成立し、1922年4月、スターリンが書記長に就任した。共産党にとっては工場労働者が支持母体であり、農民は潜在的には「敵」（反革命分子）とみなされていた。1923年、スターリンらはソ連体制の正当性を工場労働者からの支持に見出し、労働者の入党キャンペーンを展開したが、さらに党内対立を招いた。
1925年5月スターリンは「ロシアのような後進国でも完全な社会主義を実現できる」とする一国社会主義論を唱え、金属工業を現代産業社会の基礎として重視した。しかし、1925年には「商品飢饉」が起きると、スターリン政権は、穀物や木材の輸出による利益（差益）による解決を決定し、農民から穀物を安く買い上げた。1927年秋には、農産物を安く買い取る国への販売を農民がしぶったため、穀物の調達難が起こり、都市の食糧難が発生し、さらにスターリンの「社会主義建設」構想を崩壊させかねない危機となった。スターリン政権はこれを解決するために、1918年の食料独裁令のような穀物供出を命じ、不履行の場合は威嚇も用いて厳格化した。スターリンはシベリアで直接これを実施し、穀物の調達難の原因を「クラーク（富農）」による売り惜しみにあると決めつけ弾圧を強めるとともに、集団農場コルホーズを設営し、農民をそこへ編入させる政策となった。1930年1月には、ヴォルガ下流・中流、北カフカースなどの穀倉地帯での集団化を1930年秋まで、それ以外の地帯では1931年秋までに集団化を完了することが目標とされた。
1932年8月に成立した社会主義的財産保護法は、「社会主義的財産」とみなされたものへの罪を厳罰化し、全財産没収をともなう死刑、または10年の自由剥奪に処された。穀物は「社会主義的財産」とみなされた。1932年末から1933年初めに国内パスポートが義務づけられたが、コルホーズ農民には国内パスポートが交付されなかったため、農民は仕事をもとめて都市に行くこともできなくなった。またコルホーズに機械技術を提供するMTS（エム・テー・エス、機械・トラクター・ステーション）と政治部がソフホーズに設置された。政治部は、コルホーズの役員や党員を多数逮捕したり、更迭した。
集団化とクラーク（富農）撲滅運動、そして飢饉(1932-34)によって多大な犠牲が出た。「クラーク（富農）」と認定された農民は何百万人も極北やシベリアの強制収容所グラグに強制移住させられた。こうした政策は農業に打撃をあたえ、収穫高は減少し、飼料不足で家畜も死んだが、ソ連政府は強制調達をやめず、1932年から1934年にかけてウクライナ、北カフカース、ヴォルガ流域、カザフスタンでも飢饉が発生し、数百万人が犠牲となった。ウクライナでは400万人から600万人が飢饉の犠牲となった。ウクライナでの飢饉をウクライナ語で「ホロドモール」ともいう。
イギリスの歴史学者ロバート・コンクエストによる1930年代のソ連の農業政策における犠牲者数の推計は以下の表にある通りである。
| 農民の死亡者         | 1100万人 |
| 強制収容所での死亡者 | 350万人  |
| 合計                 | 1450万人 |

| 富農撲滅運動による死者数         | 650万人                                                       |
| 農業集団化によるカザフ人の死者数 | 100万人                                                       |
| 1932-33年の飢餓の死亡者数        | ウクライナ：500万人,北カフカース:100万人,その他の地域:100万人 |
| 合計                             | 1450万人                                                      |

大飢饉はあったものの、1934年に集団化は完了した。1935年にはコルホーズ模範定款が定められた。

## 西洋史学とソヴィエト史学
コルホーズへの移行の原因は、ネップ期の間に大きく開いた工業製品と食糧農作物の価格差という意見が中心であるが、この評価は西洋史学とソヴィエト史学では見解が異なる。西洋史学の場合、農民には経済的自由が与えられていたため良心的な値段がつけられていたが、工場等は国家の所有であったために、不当に人民から搾取する高値がつけられたというものである。一方ソヴィエト史学においては、ソ連政府が帝政期の借金を踏み倒したために外国資本が流入しなかったことから工業の発展が遅れ、鉄鋼および電力が不足していたことから高値になるほかなかったという立場を取る。いずれにせよ、工業製品と農作物の間の価格差は、工業製品を手に入れたい農民にとって、農産物の価格高騰を望む大きな動機になっていた。これが国内の食糧不足を引き起こし、調達危機を招いたのである。

## 東欧諸国
第二次世界大戦でソ連軍に占領され、ソ連型社会主義体制へ移行した東ヨーロッパ諸国でも、ポーランド以外はこのコルホーズと同形態の集団農場による農業の集団化を実行した。一方、1960年代以降、工業化と流通の非効率により2億人を超えたソ連国民の食糧は自給できず、コルホーズの生産性向上は歴代の政権にとって難問であり続けた。

## ソ連崩壊
1991年にソビエト連邦が解体されると、コルホーズの存在意義が問われるようになった。ソ連型社会主義からの脱却を指向するウクライナなどの各国ではコルホーズが解体され、自営農民の復活に向けた動きが進んだ。その一方、共同体意識が強く残るロシアの農村などでは従来のコルホーズが形を変えながら維持されているとの指摘もある。

## 現在のコルホーズ
もともと、コレクティーヴノエ・ハジャイストヴァ（集団の経済活動）の略語であるコルホーズは、かつては農業だけでなく漁業、林業などにも広く使われ、現在でもその名で経済活動が行われている所もある。
ロシアおよびウクライナでは、かつてのコルホーズは解体しているが、ロシアでは2007年のデータで農産物の内の穀物、ヒマワリの種、鶏卵の大部分がコルホーズを引き継ぐ農業企業で生産され、農民経営（自営農）、住民副業（ダーチャでのジャガイモや野菜などの栽培が多い）での生産は少ないことが報告されている。
コルホーズはペレストロイカによって民間企業になったが、社名や組織名にコルホーズの名前を残している所は多い。カムチャツカ地方の「レーニン漁業コルホーズ」やギドロストロイの一部として存続しているキーロフ漁業コルホーズなどがある。こうしたコルホーズはソビエト時代からの連続性を自認しており「レーニン漁業コルホーズ」では設立85周年の祝賀式典が2014年に行われている。林業では、もとソビエト連邦に属した国々では、過去の林業コルホーズの状態を脱した状態、脱しえない状態の両方がある。
もとソビエト連邦に属したベラルーシでは、いまだにコルホーズ、ソフホーズ主体の農業を継続しており、ソ連期と比較してその傾向はむしろ強められているとも報告されている。